# Чёрная (приток Белой)
Чёрная — река в Белорецком районе Башкортостана. Левый приток Белой.
Длина реки 11 км. Протекает по территории Кагинского сельсовета на юге района.
Исток на западных склонах хребта Крака на Южном Урале, в 7,5 км к северо-западу от села Хамитово. Течёт по лесистой местности на запад и впадает в Белую по левому берегу в 1212 км от её устья, в 5 км южнее (ниже) деревни Кагарманово. Населённых пунктов в бассейне реки нет.
Основные притоки: правые — Содошков Ключ, Шейшный, левые — Урак, Спорный.

## Данные водного реестра
По данным государственного водного реестра России относится к Камскому бассейновому округу, водохозяйственный участок реки — Белая от водомерного поста Арский Камень до Юмагузинского гидроузла, речной подбассейн реки — Белая. Речной бассейн реки — Кама.
Код объекта в государственном водном реестре — 10010200212111100017133.